# 移动营销
“移动营销”（英語：Mobile Marketing），主要是指伴随着手机和其他以无线通讯技术为基础的移动终端的发展而逐渐成长起来的一种全新的营销方式。流動營銷的發展依赖并受限于移动终端的发展和普及。
行動行銷是移动商务的一部分，它融合了现代网络经济中的“网络营销”（Online Marketing）和“数据库营销”（Database Marketing）理论，亦為经典市场营销的派生，目前為各种营销方法中最具潜力的部分，但其理论体系才刚刚开始建立。